# Plant City
La ville de Plant City est située dans le comté de Hillsborough, dans l’État de Floride, aux États-Unis.

## Démographie
| 1890 | 1900 | 1910  | 1920  | 1930  | 1940  |
| ---- | ---- | ----- | ----- | ----- | ----- |
| 349  | 720  | 2 481 | 3 729 | 6 800 | 7 491 |

| 1950  | 1960   | 1970   | 1980   | 1990   | 2000   |
| ----- | ------ | ------ | ------ | ------ | ------ |
| 9 230 | 15 711 | 15 451 | 17 064 | 22 754 | 29 915 |

| 2010   | - | - | - | - | - |
| ------ | - | - | - | - | - |
| 34 721 | - | - | - | - | - |

Lors du recensement de 2010, sa population s’élevait à 34 721 habitants.

## Source
- (en) Cet article est partiellement ou en totalité issu de l’article de Wikipédia en anglais intitulé « Plant City, Florida » (voir la liste des auteurs).